# Constantin Gorbatov
Pour les articles homonymes, voir Gorbatov.
Constantin Ivanovitch Gorbatov (en russe : Константин Иванович Горбатов), né le 17 mai 1876 à Stavropol et mort le 24 mai 1945 à Berlin, est un peintre post-impressionniste russe. Il signait ses tableaux à l'étranger C. Gorbatoff, selon la transcription de l'époque.

## Biographie
Constantin Gorbatov naît le 17 mai (5 mai dans l'ancien style) 1876 à Stavropol dans le gouvernement de Samara (aujourd'hui Togliatti). Il étudie dans les années 1890 à Samara auprès des peintres Fiodor Bourov et A. Egorov. Il entre en 1895 à l'École centrale de dessin technique du baron Stieglitz à Saint-Pétersbourg, puis il est admis en 1896 au département de construction de l'École polytechnique de Riga et continue d'étudier la peinture à l'atelier de John Clark.
Il s'installe en 1903 à Saint-Pétersbourg où il est admis en 1904 au département d'architecture de l'académie des arts. De 1905 à 1911, il fréquente les ateliers des académiciens Kisseliov et Doubovskoï. Il reçoit en 1911 le titre officiel de peintre agréé pour son tableau L'Arrivée en bateau ainsi qu'une bourse pour étudier à l'étranger et une médaille d'or  à l'exposition internationale de Munich.
En 1912, Gorbatov s'installe donc à Rome en tant que pensionnaire de l'académie des arts. Il travaille d'abord dans la Ville éternelle, puis à l'invitation de Gorki, travaille chez lui à Capri. Il y rencontre des artistes russes et Brodsky.
Après l'Italie, Gorbatov voyage en Europe, puis retourne en Russie, où il travaille d'arrache-pied. Il peint des paysages, des vues des villes du nord (Pskov, Novgorod, etc.) et des petites villes des bords de la Volga. Quelques tableaux à l'ancienne mode de Gorbatov se vendent alors très bien auprès de la moyenne bourgeoisie locale. Mais la révolution russe et la guerre civile qui s'ensuit mettent un terme à sa carrière. Il lui devient impossible de vendre ses tableaux. Il parvient à quitter la Russie en 1922 avec sa femme Olga. Il s'installe d'abord en Italie à Capri où il demeure jusqu'en 1926 tout en faisant des voyages en Europe. Il déménage finalement à Berlin en 1926 où vit une importante population d'exilés russes. Grâce à sa clientèle, il peut se permettre de voyager en Finlande, à Londres et même en Palestine et en Syrie (1934-1935). Tous les ans, il se rend en Italie.
Ses tableaux rencontrent un certain succès auprès de sa clientèle allemande et, en comparaison avec d'autres artistes russes émigrés, il peut vivre dans une certaine aisance. La galerie Abels de Cologne lui organise une exposition personnelle en mai 1931. Cependant l'arrivée au pouvoir du parti national-socialiste impose une esthétique nouvelle et les travaux de Gorbatov sont rapidement considérés comme démodés. Lorsque la Seconde Guerre mondiale éclate, il lui est interdit, en tant qu'émigré russe, de quitter le territoire allemand et il doit se rendre deux fois par semaine à la police locale pour signaler sa présence. À la fin de la guerre, les Gorbatov sont dans une situation de grande misère, ainsi que la plupart des Berlinois ; mais de plus il est malade. Il meurt à Berlin, le 24 mai 1945, peu après la chute du régime et la fin de la guerre. Sa femme se suicide le 17 juin suivant.
Après leur mort, un officier soviétique à qui l'appartement des Gorbatov avait été attribué, transmet aux autorités du commandement de Berlin le testament de l'artiste ainsi que sa collection de tableaux qui s'y trouvait. Le testament de Gorbatov stipulait : « J'écris cette lettre dans un moment tragique, quand la mort menace tous ceux qui vivent à Berlin. Je demande qu'après la guerre tous mes tableaux soient transférés en l'état à l'académie des arts de Léningrad. » Ses dernières volontés ont été respectées et ses tableaux sont aujourd'hui conservés à la demande de l'académie des arts au musée d'art régional de la Nouvelle-Jérusalem, près de Moscou et du monastère du même nom.

## Quelques œuvres

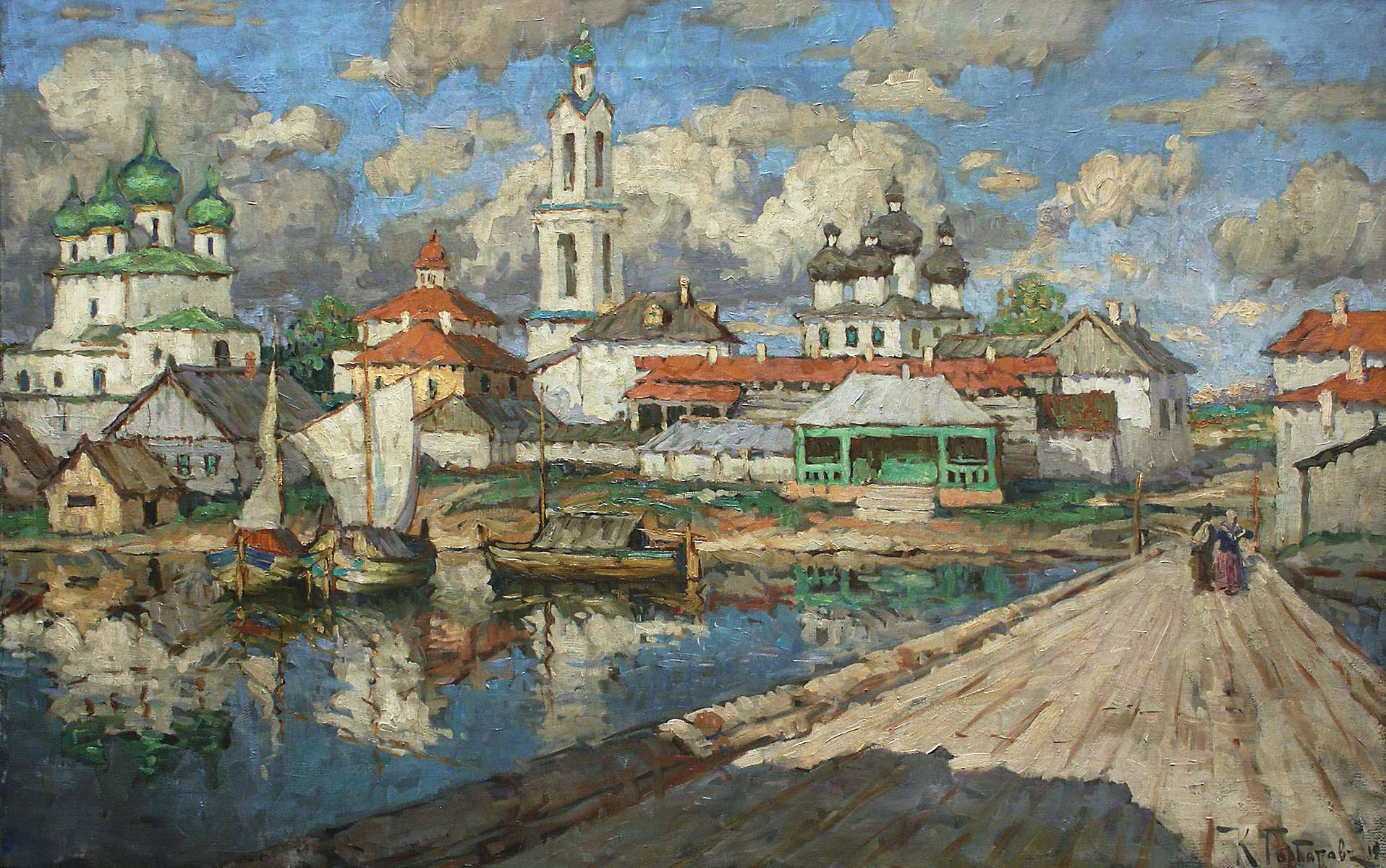
Vue d'une ville ancienne
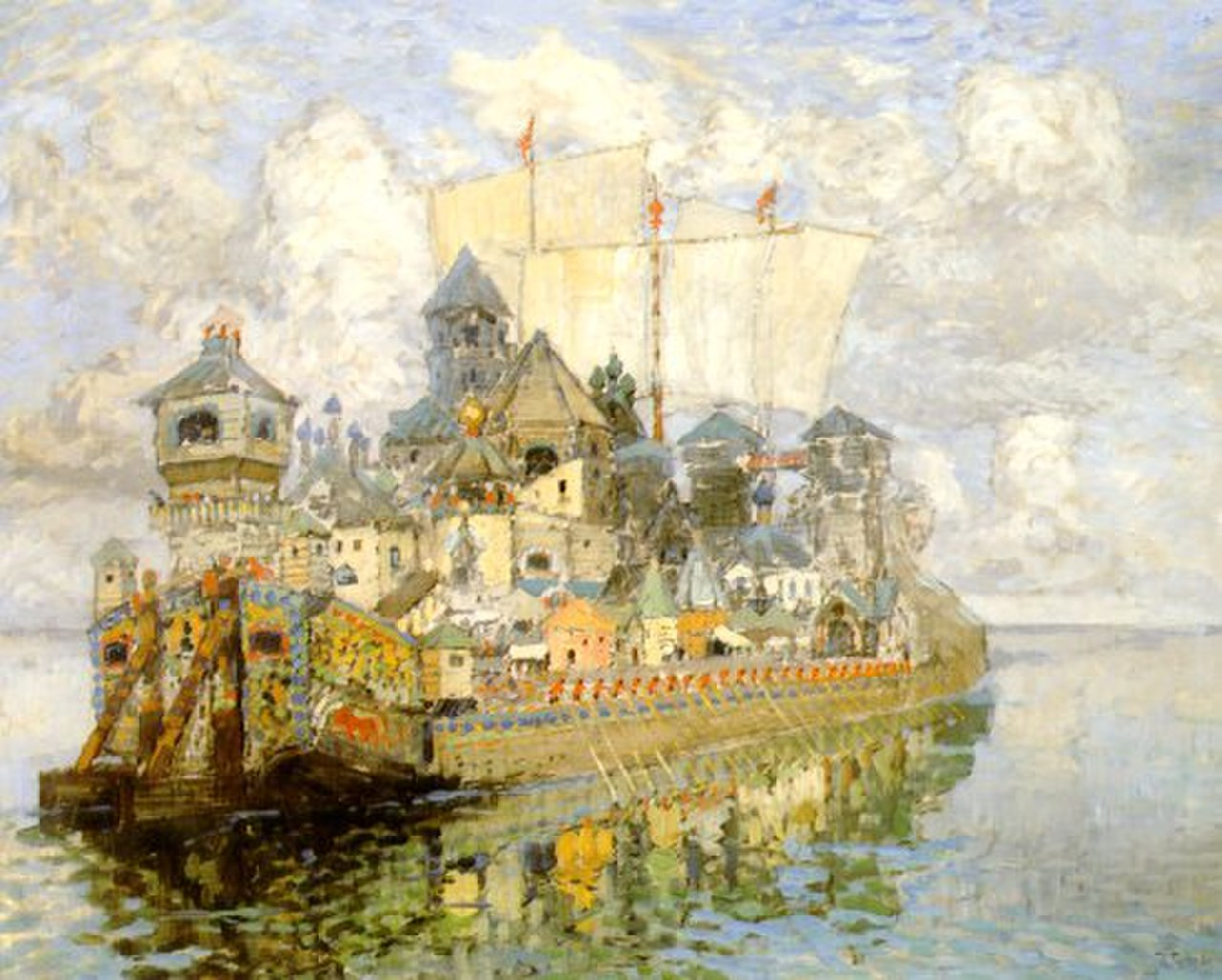
Kitej (1913)
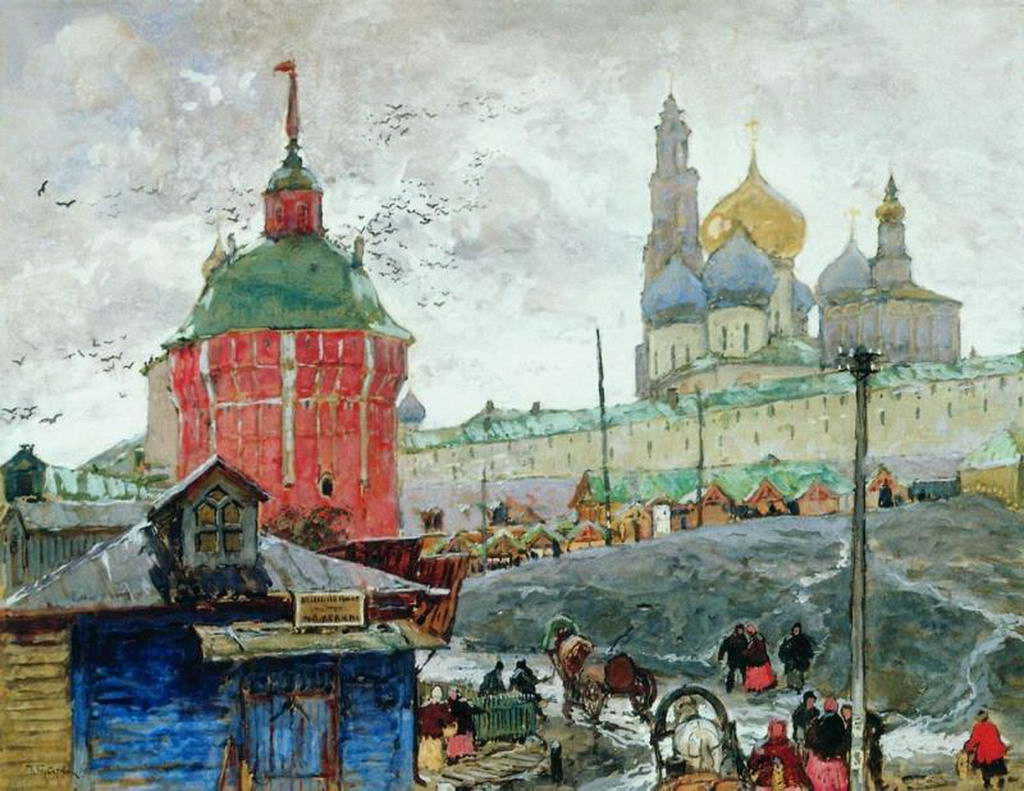
Serguiev Possad (1915)
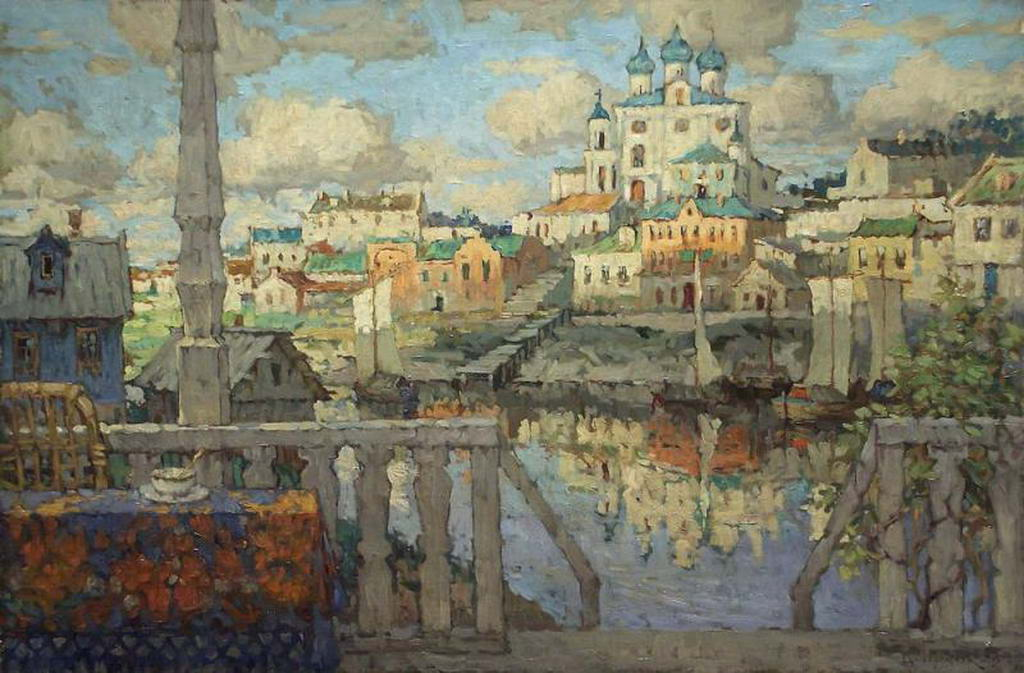
Pskov (1915)
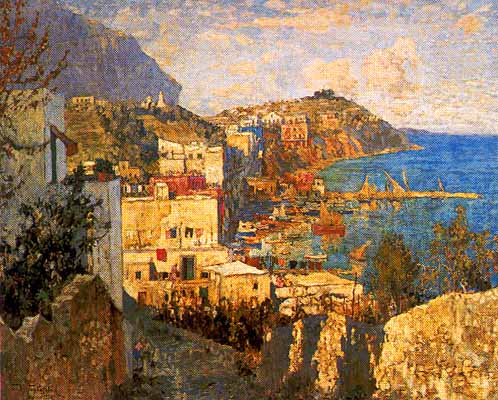
Capri (1926)
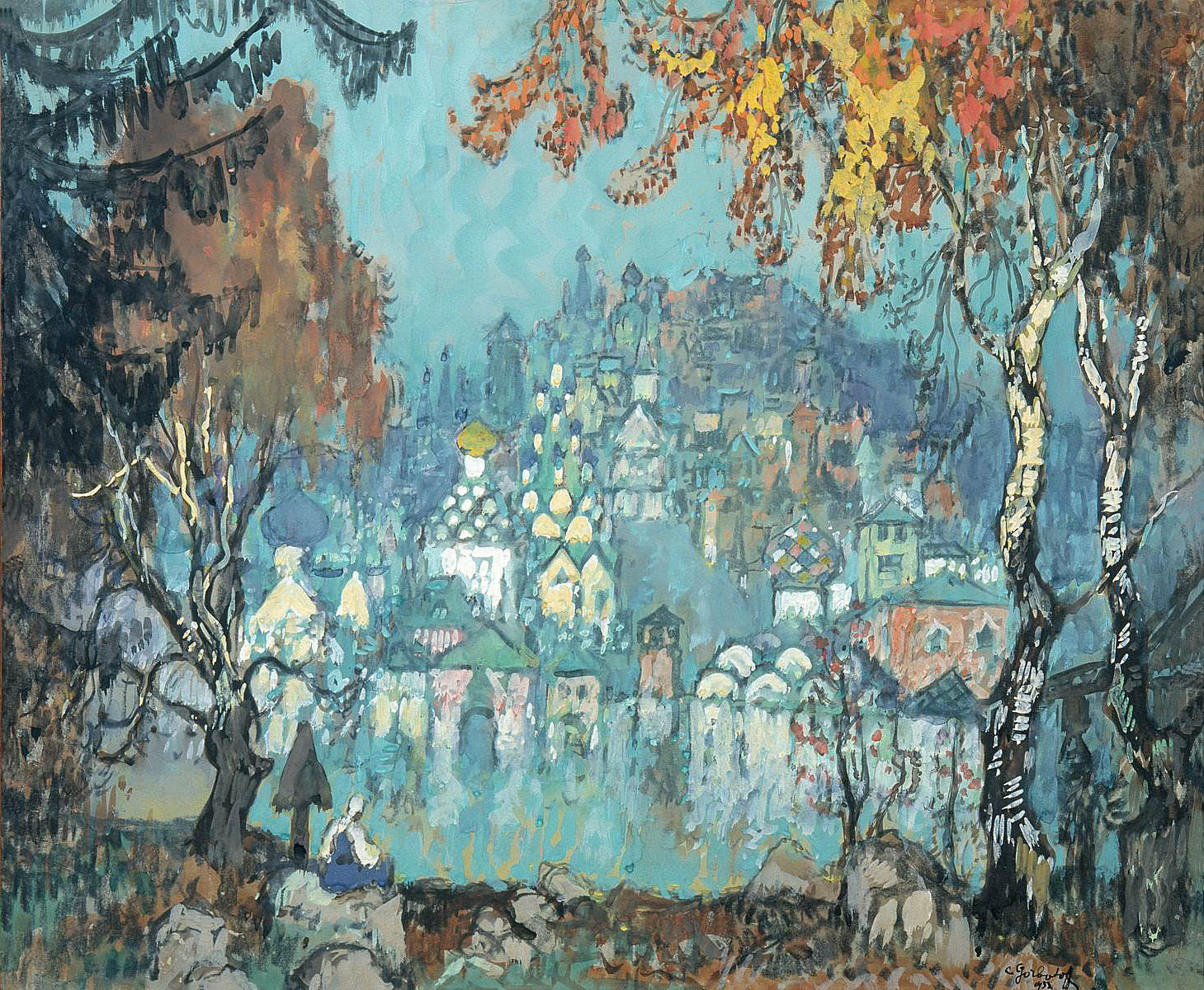
La Ville engloutie (1933)